# جغرافیای اردن

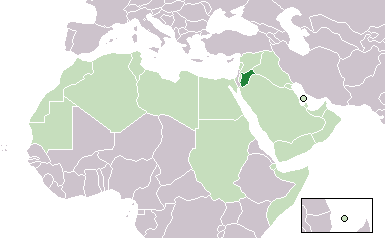
موقعیت اردن در جهان عرب

اُردُن کشوری است در خاورمیانه واقع در جنوب غرب آسیا. اردن در هر دو نیم‌کره شمالی و شرقی قرار دارد.
زمین‌های اردن به‌طور عمده از صحراهای خشک و بایر تشکیل شده است. اما در بخش‌های باختری ارتفاعاتی نیز وجود دارد. در نوار مرز غربی اردن، رود اردن جاری است که این کشور را از اسرائیل جدا می‌کند. بلندترین نقطه اردن، قله جبل رم (۱۷۳۴ متر) است و پست‌ترین نقطه آن دریای مرده است. سرزمین اردن کنونی را بخشی از گهواره تمدن بشریت دانسته‌اند.
شهرهای عمده اردن امان (پایتخت) در شمال باختری و شهرهای اربد و زرقاء در شمال هستند.
از آنجا که بخش بزرگی از اردن صحراست آب و هوای آن نیز خشک و بیابانی است. این در حالی است که نواحی باختری کشور در طول سال، (از نوامبر تا آوریل) شاهد بارش نسبی است.

## مرزها
اردن از شمال با سوریه (بلندی‌های جولان)، از شمال شرقی با عراق، و از شرق و جنوب با عربستان سعودی و از غرب با اسرائیل و کرانه باختری رود اردن همسایه است، که مجموع خطوط مرزی اردن با این کشورها به ۱۶۱۹ کیلومتر می‌رسد. طول مرزهای اردن با همسایگانش عبارت است از: عراق ۱۸۱ کیلومتر، اسرائیل ۲۳۸ کیلومتر، عربستان سعودی ۷۴۴ کیلومتر، سوریه ۳۷۵ کیلومتر، کرانه باختری ۹۷ کیلومتر. اردن از جنوب به خلیج عقبه مماس است و از آن رو حدود ۲۶ کیلومتر نیز مرز آبی دارد؛ و این در میان کشورهای عربی کمترین مرز آبی به‌شمار می‌رود.
در قسمت شرقی مرز اردن و عربستان زیگزاگ عجیبی دیده می‌شود. با توجه به این که این زیگزاگ دلیل روشنی ندارد داستانی در مورد آن ساخته شده که بر اساس آن وینستون چرچیل وزیر مستعمرات وقت بریتانیا که مسئول ترسیم مرزهای فرااردن در سال ۱۹۲۱ بوده بر اثر سکسکه دچار لرزش دست شده و مرز را به این صورت کشیده و بعد هم اجازه تغییر آن را نداده است. اما با نگاه دقیق‌تر مشخص می‌شود که چرچیل با دقت این زیگزاگ را طراحی کرده و بخشی از صحرا که از ازرق به سوی مرز عراق کشیده می‌شود را در خاک فرااردن قرار داده تا هم راه ارتباطی مهمی بین دمشق و شبه جزیره عربستان در خاک اردن قرار گیرد و هم با توجه به استقرار فرانسوی‌ها در سوریه یک خط هوایی مستقیم و امن از مدیترانه تا هند برای انگلیس فراهم شود.

نقشه مبادله زمین در سال ۱۹۶۵ بین اردن و عربستان سعودی.

منطقه کرانه باختری (این‌طور نامیده شده به این دلیل که درست در غرب رودخانه اردن قرار دارد) از سال ۱۹۴۸ تا ۱۹۶۷ تحت حاکمیت اردن بود، اما در سال ۱۹۸۸ اردن از ادعاهای خود در مورد این منطقه صرف نظر کرد. اردن در جنوب غرب خود ۲۶ کیلومتر خط ساحلی در خلیج عقبه دارد، جایی که بندر عقبه، تنها بندر این کشور، واقع شده است.
به جز بخش‌های کوچکی از مرزهای اسرائیل و سوریه، مرزهای بین‌المللی اردن از ویژگی‌های طبیعی کاملاً تعریف‌شده زمین پیروی نمی‌کنند. مرزهای این کشور توسط قراردادهای بین‌المللی مختلف تعیین شد و به استثنای مرز با اسرائیل، در اوایل سال ۱۹۸۹ هیچ مورد اختلافی وجود نداشت. برخلاف مرز با اسرائیل، مرزهای اردن با سوریه، عراق و عربستان سعودی از اهمیت خاصی برخوردار نیست. این مرزها هیچگاه مانع جابه‌جایی عشایر نشده است، با این حال برای چند گروه، مرزها آنها را از مناطق مرتعی سنتی جدا کرده و با مجموعه‌ای از توافقات بین بریتانیا و دولت که در نهایت به عربستان سعودی تبدیل شد، برای اولین بار به‌طور رسمی در قرارداد حده ۱۹۲۵ مشخص شد.
در سال ۱۹۶۵ اردن و عربستان سعودی قراردادی را منعقد کردند که مرزها را مجدداً تنظیم و تحدید کرد. اردن ۱۹ کیلومتر زمین در خلیج عقبه و ۶۰۰۰ کیلومتر مربع در داخل کشور به دست آورد و ۷۰۰۰ کیلومتر مربع از اراضی محصور در خشکی تحت کنترل اردن به عربستان سعودی واگذار شد. مرز جدید اردن را قادر ساخت تا تأسیسات بندری خود را گسترش دهد و منطقه‌ای را ایجاد کرد که در آن دو طرف توافق کردند در صورت کشف نفت، درآمدهای نفتی را به‌طور برابر تقسیم کنند. این قرارداد همچنین از چراگاه‌ها و حق آبیاری مردم کوچ‌نشین در داخل سرزمین‌های مبادله شده محافظت می‌کرد.

## جغرافیای فیزیکی

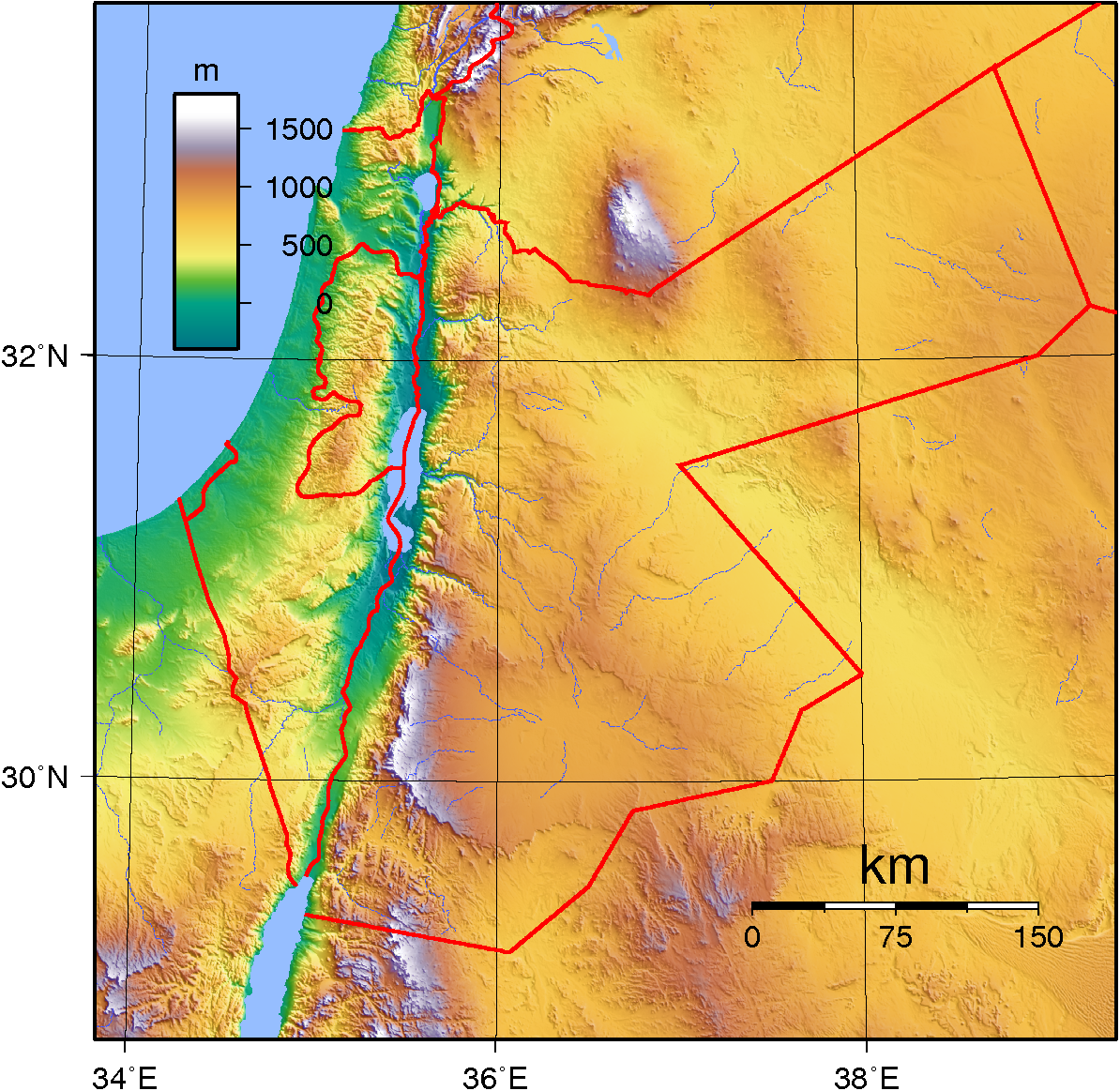
نقشه ناهمواری‌های اردن

اردن دارای سه منطقه فیزیوگرافی اصلی (از شرق به غرب) است: بیابان (بادیه)، بلندی‌های خاور رود اردن، و دره رود اردن (بخش شمال غربی سامانه کافت شرق آفریقا. بیابان عمدتاً در داخل صحرای سوریه - امتداد صحرای عربستان - قرار دارد و بخش‌های شرقی و جنوبی کشور را اشغال می‌کند و بیش از چهار پنجم قلمرو اردن را تشکیل می‌دهد. قسمت شمالی بیابان از گدازه‌های آتشفشانی و بازالت و قسمت جنوبی آن از رخنمون‌های ماسه‌سنگ و سنگ خارا تشکیل شده است. زمین‌های آن عمدتاً در اثر باد بسیار فرسایش یافته است.

### بادیه
صحرای شرقی کشور که به نام بادیه نیز شناخته می‌شود ۷۵ درصد اردن را تشکیل می‌دهد و بخشی از بیابان شمال عربستان است. این صحرا در سوریه، عراق و عربستان سعودی امتداد دارد و ارتفاع آن بین ۶۰۰ تا ۹۰۰ متر از سطح دریا متغیر است. وادی رم، بیابان مشهوری که در فهرست میراث جهانی یونسکو ثبت شده در بادیه اردن قرار دارد.
این بیابان حدود ۷۵ درصد از خاک اردن را شامل می‌شود، آب و هوا در بادیه بین روز و شب و بین تابستان و زمستان بسیار متفاوت است. دمای روز تابستان می‌تواند از ۴۰ درجه سانتی‌گراد تجاوز کند، در حالی که شب‌های زمستان می‌تواند بسیار سرد، خشک و پرباد باشد. میزان بارندگی در طول سال بسیار کم او به‌طور متوسط کمتر از ۵۰ میلی‌متر در سال است. سازندهای آتشفشانی شمال بیابان بازالتی تا سوریه و عربستان سعودی گسترش یافته و پوشیده ز سنگ‌های بازالت سیاه است.
در شرق بیابان بازالتی، کویر رُوَیشِد یک فلات آهکی مواج است که تا مرز عراق امتداد دارد. در این منطقه مقداری علفزار وجود دارد و مقداری کشاورزی در آن انجام می‌شود. در شمال شرقی امان، صحرای شرقی از انبوهی از وادی‌های سبز عبور می‌کند که واحه ازرق و ذخیره‌گاه حیات وحش شوماری است.
در جنوب امان، صحرای مرکزی قرار دارد. سیلاب‌های فصلی وادی سرحان در مرز شرقی اردن از شمال به ازرق می‌ریزد. حوضه الجفر، در جنوب صحرای مرکزی، از شماری خشکرود (وادی) گسترده و با پوشش گیاهی کم عبور می‌کند. در جنوب الجفر و شرق صحرای رم، صحرای المدواره با تپه‌های مجزا و کوه‌های صخره‌ای کم‌ارتفاع که با وادی‌های شنی وسیع از هم جدا شده‌اند، نمایان می‌شود.

### بلندی‌های خاور رود اردن
بلندی‌های خاور رود اردن، یک برجستگی مشرف به دره کافتی، دارای ارتفاع متوسط ۶۰۰–۹۰۰ متر و در کوه رام، مرتفع‌ترین نقطه اردن، در حدود ۱۷۵۴ متر است. جنوب. رخنمون‌های ماسه‌سنگ، گچ، سنگ آهک و سنگ آتشزنه به سمت جنوب منتهی می‌شود، جایی که سنگ‌های آذرین غالب هستند.
فلات کوهستانی توسط دره‌ها و بستر رودخانه‌هایی که به وادی معروف هستند بریده شده‌اند. این فلات دارای ارتفاعات مختلف از ۶۰۰–۱۵۰۰ متر است که بین دره رود اردن و صحرای شرقی جای گرفته‌اند. این فلات میزبان اکثر مراکز جمعیتی اردن است. ارتفاعات شمالی بلندترند و دمای خنک‌تری دارند. بلندی‌های شارا در جنوب فلات قرار دارد.

### دره رود اردن
دره رود اردن در دریای مرده که پایین‌ترین نقطه طبیعی در سطح زمین است، به حدود ۴۳۰ متر زیر سطح دریا می‌رسد.

شهرها و ارتفاعات اردن

دره رود اردن، که در سراسر جناح غربی اردن امتداد دارد، متمایزترین ویژگی طبیعی این کشور است. دره اردن بخشی از دره بزرگ کافتی شمال آفریقا را تشکیل می‌دهد که از جنوب ترکیه از طریق لبنان و سوریه تا فرورفتگی نمکی دریای مرده امتداد می‌یابد و ار آنجا به سمت جنوب از طریق عقبه و دریای سرخ تا شرق آفریقا ادامه می‌یابد. این شکاف ۲۰ میلیون سال پیش با جابجایی صفحات زمین‌ساختی ایجاد شد.
بخش شمالی دره رود اردن که غور اردن نام دارد، حاصلخیزترین منطقه این کشور است. غور اردن در امتداد رود اردن، از مرز شمالی تا دریای مرده امتداد دارد. رود اردن از چندین منبع سرچشمه می‌گیرد، عمدتاً از کوهستان شرق لبنان در سوریه، و به دریاچه طبریه (دریای جلیل)، ۲۱۲ متر زیر سطح دریا می‌ریزد. سپس به دریای مرده می‌ریزد که با ۴۰۷ متر پایین‌تر از سطح دریا، پایین‌ترین نقطه روی زمین است. عرض رودخانه در نزدیکی نقطه پایانی خود بین ۲۰ تا ۳۰ متر است. بده آن بسیار کاهش یافته و شوری آن افزایش یافته است زیرا مقادیر قابل توجهی برای مصارف آبیاری منحرف شده است. دمای چندین درجه گرمتر از سایر نقاط کشور، آب و هوای مناسب کشاورزی در تمام طول سال، خاک حاصلخیز، بارندگی بیشتر در زمستان و آبیاری گسترده تابستانی، غور را به رویشگاه خوراک اردن تبدیل کرده است.
در جنوب دریای مرده، دره رود اردن از دره گرم و خشکی به نام وادی عَرَبه می‌گذرد. این دره دیدنی ۱۵۵ کیلومتر طول دارد و به خاطر کناره‌های بی‌آب و بایر کوه‌هایش معروف است. سهم اصلی اقتصادی آن از طریق استخراج پتاس است. وادی عربه از ارتفاع ۳۰۰ متری از سطح دریا در انتهای شمالی خود به ارتفاع ۳۵۵ متری از سطح دریا در جبل ریشا برمی‌خیزد و سپس دوباره در عقبه تا سطح دریا پایین می‌آید. شهر ساحلی عقبه تنها خروجی اردن به دریا است. خط ساحلی آن به طول ۴۰ کیلومتر نه تنها یک استراحتگاه گردشگری و تنها بندر اردن است، بلکه دیدن صخره‌های مرجانی آن نیز برای غواصی گردشگری استفاده می‌شود.

## آب و هوا
غرب اردن اساساً دارای آب و هوای مدیترانه‌ای با تابستان گرم و خشک، زمستان خنک و مرطوب و دو فصل کوتاه انتقالی است. با این حال، حدود ۷۵ درصد از کشور را می‌توان دارای آب و هوای کویری با کمتر از ۲۰۰ میلی‌متر بارندگی سالانه توصیف کرد.
ژانویه سردترین ماه با دمای بین ۵ تا ۱۰ درجه سانتی‌گراد و اوت با دمای ۲۰ تا ۳۵ درجه سانتی‌گراد گرم‌ترین ماه است. دمای روزانه می‌تواند بسیار گرم باشد، به‌ویژه در تابستان. در برخی از روزها دمای هوا می‌تواند ۴۰ درجه سانتیگراد یا بیشتر باشد، به خصوص هنگامی که باد خمسین، باد گرم و خشک جنوبی، می‌وزد. این بادها گاهی می‌توانند بسیار قوی باشند و باعث طوفان شن شوند. حدود ۷۰ درصد از میانگین بارندگی در کشور بین نوامبر و مارس است. ژوئن تا اوت اغلب بدون باران است. میزان بارندگی از فصلی به فصل دیگر و از سالی به سال دیگر متفاوت است. بارش اغلب در طوفان‌های شدید متمرکز می‌شود و باعث فرسایش و سیل محلی می‌شود به ویژه در ماه‌های زمستان.